# Spenger Mühlenbach
Der Spenger Mühlenbach ist ein rechter  Nebenfluss der Warmenau im Nordosten des deutschen Bundeslandes Nordrhein-Westfalen.

## Geographie
Das Gewässer hat eine Gesamtlänge von 6,9 km. Das Einzugsgebiet ist ein Ausschnitt der Ravensberger Mulde auf dem Stadtgebiet von Spenge.  Das Gewässer entspringt bei Werther-Häger und  Bardüttingdorf aus mindestens drei Quellen auf dem Stadtgebiet von Spenge und mündet nördlich des Stadtzentrums von Spenge in die Warmenau. (Flusskilometer 5,2). An seinem Lauf liegen die ehemaligen Wasserburgen Schloss Mühlenburg und Haus Werburg. Der Gewässergütebericht 2001 verzeichnet ihn als stark verschmutzt (Güteklasse III), insbesondere aufgrund der Zufuhr von Abwässern aus der Kläranlage Spenge, geographische Lage: 52° 9′ 1,7″ N, 8° 28′ 33″ O.
Das Gewässer durchfließt auf seinem Weg von der Quelle bis zur Mündung folgende Gemeinden:
- Spenge

Auf seinem Weg nimmt das Gewässer flussabwärts betrachtet folgende Gewässer auf:
- Wiesengrundbach (L 3,3)
- Heistersiekbach (R 2,4)
- Ellerbach (L 1,8)
- Besenbach (R 1,3)

(L/R km): in Fließrichtung linker/rechter Zufluss, bei Kilometer; Mündung bei Kilometer 0)